# Моронові
Моронові, також Лавракові, або Морські окуні (Moronidae) — родина окуневидних риб, що містить 6 видів прісноводних і морських риб. Родина таксономічно близька до Акропомових (Acropomatidae). Зазвичай зустрічаються у прибережних водах сходу Північної Америки і Європи.
Представники родини сягають 127 см довжини, деякі до 178 см. Цінуються як об'єкти спортивного рибальства.
У фауні України представлені одним видом — лавраком (Dicentrarchus labrax). Інший вид — Окунь смугастий (Morone saxatilis), був штучно заселений до пониззя Дніпра і Дніпровського лиману. Наразі дані про цей вид в Україні відсутні.